# Noeun-dong
Noeun-dong (koreanska: 노은동)  är en stadsdel i staden  Daejeon, i den centrala delen av landet, 140 km söder om huvudstaden Seoul. Den ligger i stadsdistriktet Yuseong-gu. 

## Indelning
Administrativt är Noeun-dong indelat i:
| Namn    | Namn             | Yta km² | Invånare 31 dec 2020 |
| ------- | ---------------- | ------- | -------------------- |
| 노은1동 | Noeun 1(il)-dong | 11,40   | 22 325               |
| 노은2동 | Noeun 2(i)-dong  | 10,40   | 24 956               |
| 노은3동 | Noeun 2(i)-dong  | 9,00    | 37 969               |